# Roxy Music
Roxy Music – brytyjski zespół rockowy założony w 1971 roku przez wokalistę Bryana Ferry'ego i klawiszowca Briana Eno. Muzyka grupy początkowo bliska była brzmieniu zespołów glam rockowych, jednakże wraz z upływem lat zmieniała się, by stać się wzorem dla wykonawców z nurtu new romantic (m.in. Duran Duran). Dziś zalicza się ją także do proto punka. W 2019 wprowadzony do Rock and Roll Hall of Fame.
W 2014 roku Phil Manzanera w wywiadzie dla „Rolling Stone” powiedział, że aktywność zespołu (zawieszona od 2011) prawdopodobnie nie zostanie wznowiona.

## Skład grupy

### Ostatni skład
- Bryan Ferry – śpiew, instrumenty klawiszowe (1971–1983, 2001–2011)
- Phil Manzanera – gitara (1972–1983, 2001–2011)
- Andy Mackay – saksofon (1971–1983, 2001–2011)
- Paul Thompson – perkusja (1971–1980, 2001–2011)

### Byli członkowie

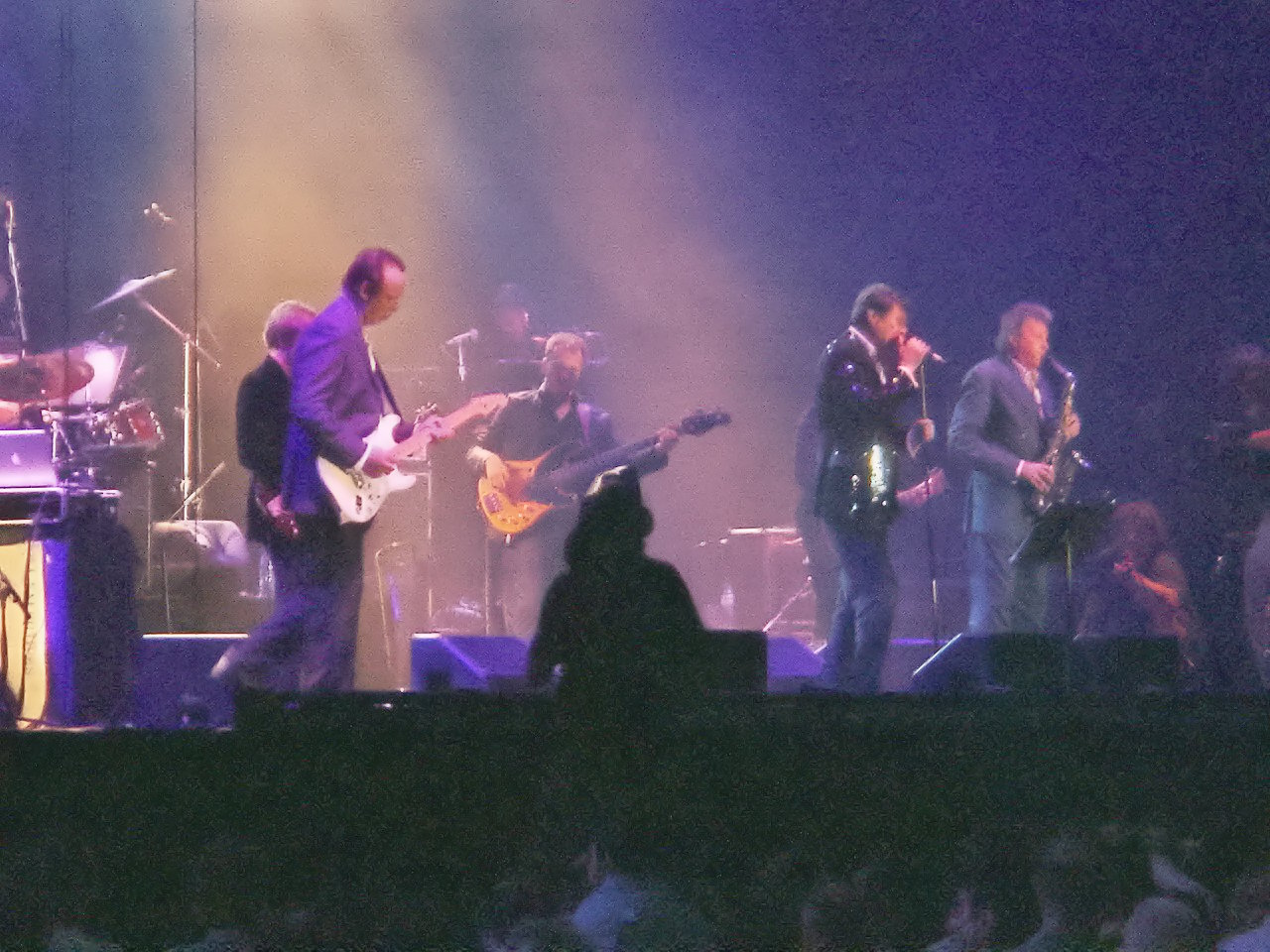
Roxy Music, 2006

- Paul Carrack – instrumenty klawiszowe (1978–1980)
- Brian Eno – instrumenty klawiszowe (1971–1973)
- John Gustafson (zmarły) – gitara basowa (1973–1976)
- Eddie Jobson – instrumenty klawiszowe, skrzypce (1973–1976)
- Rik Kenton – gitara basowa (1972–1973)
- Andy Newmark – perkusja (1980–1982)
- Peter Paul – gitara basowa (1972)
- Graham Simpson (zmarły) – gitara basowa (1971–1972)
- Alan Spenner (zmarły) – gitara basowa (1978–1982)
- Roger Bunn – gitara (1971)
- Dexter Lloyd – perkusja (1971)
- David O’List – gitara (1971–1972)
- Spencer Mallinson – gitara (1971–1972)

## Dyskografia

### Albumy studyjne
- Roxy Music (1972)
- For Your Pleasure (1973)
- Stranded (1973)
- Country Life (1974)
- Siren (1975)
- Manifesto (1979)
- Flesh + Blood (1980)
- Avalon (1982)

### Albumy koncertowe
- Viva! Roxy Music (1976)
- Ladytron (1979)
- The High Road (1983)
- Heart Still Beating (1990)

### Kompilacje
- Roxy Music Greatest Hits (1977)
- The First Seven Albums (Box Set) (1981)
- The Atlantic Years (1983)
- Street Life 20 Great Hits (1986)
- The Ultimate Collection (1988)
- The Early Years (1989)
- More Than This (1995)
- The Thrill Of It All (4 CD) (1995)
- Slave To Love (2000)
- The Best Of Roxy Music (2001)